# Verderbquote
Als Verderbquote bezeichnet man in der Ernährungswirtschaft den Anteil des Warenbestandes am gesamten Lebensmittelbestand eines Unternehmens, der entweder aufgrund des abgelaufenen Verbrauchsdatums oder durch Ungenießbarwerden (evtl. durch unsachgemäße Lagerung und/oder Behandlung gefördert, z. B. bei Nichteinhaltung der vorgeschriebenen Lagerungstemperatur) nicht vermarktet wird.

## Grundlagen
Der Verderb von Nahrungsmitteln ist der durch natürlichen Verfall oder unsachgemäße Lagerung begünstige Prozess des Schlecht- bzw. Ungenießbarwerdens von Lebensmitteln.
Lebensmittel sind als lebende biologische Systeme natürlichen Verderbnisprozessen ausgesetzt. Je nach ihrer stofflichen Zusammensetzung unterscheiden sie sich in ihrer Lagerfähigkeit, von der wiederum die Festlegung des Verbrauchsdatums abhängt. Die gesetzlichen Grundlagen regelt das Lebensmittelrecht.

## Verderbquote im Betriebswirtschaftlichen Kontext
In den Industrieländern gewährleistet der Lebensmitteleinzelhandel in der Regel ein kontinuierliches Angebot der einzelnen Produkte seines Sortiments. Out-of-Stock-Situationen (Bestandeslücken) und die daraus resultierenden nachteiligen Effekte, wie z. B. eine Hemmung der Nachfrage, werden vermieden. Auf der anderen Seite sind auch Überbestände der Produkte unerwünscht, da sie die Lagerkosten und die Wahrscheinlichkeit des Verderbs der Nahrungsmittel erhöhen. Um den Kundenwünschen zu entsprechen und dabei die Verderbquote gering zu halten, ist ein gutes Regalmanagement im Lebensmitteleinzelhandel sowie eine gute Zusammenarbeit aller Stufen der Lieferkette Voraussetzung. Die Verderbquote kann daher als ein Erfolgsfaktor bei der Bewertung von Vermarktungsstrukturen des Lebensmitteleinzelhandels, bzw. der gesamten Lieferkette herangezogen werden. Die Kosten, die der Warenverderb verursacht, werden bei der Bewertung der Handelsspanne und des Gewinns berücksichtigt.

## Einflussfaktoren
Eine besondere Herausforderung für Ernährungswirtschaft stellen frische und leicht verderbliche Güter, wie z. B. Milch und Molkereiprodukte, dar, bei denen eine überdurchschnittliche hohe Verderbquote zu verzeichnen ist. Neben dem begrenzenden Faktor Zeit spielt hier die Aufrechterhaltung der Kühlkette eine wichtige Rolle. Bei der Listung neuartiger Produkte muss der Handel höhere Verderbquoten akzeptieren, da der tatsächliche Absatz nach der Einführung schwer abzuschätzen ist. Ein weiterer Einflussfaktor ist die Betriebsstruktur, bzw. -größe. So haben der Naturkostfachhandel und die Reformhäusern aufgrund der kleinbetrieblichen Verteilung höhere Verderbquoten zu verzeichnen als der konventionelle Lebensmitteleinzelhandel.

## Verderbquote und Nahrungsmittelknappheit
Im Vergleich zu den Industrieländern, in denen die Verderbquote hauptsächlich zur Beurteilung von Vermarktungsstrukturen herangezogen wird, kommt diesem Begriff in Entwicklungsländern im Zusammenhang mit der Nahrungsmittelversorgung der Bevölkerung noch eine weitere Bedeutung zu.
Hier bezeichnet die Verderbquote den Anteil der Nahrungsmittel, der
- durch natürlichen Verfall oder unsachgemäße Lagerung begünstigt,
- während der Prozesse zwischen Produktion und Verbrauch

schlecht- bzw. ungenießbar wird.
Unzureichende Lagerungs- und Konservierungsmethoden für Nahrungsmittel bedingen in Entwicklungsländern oftmals hohe Verderbquoten (bei Obst, Gemüse und Fisch teilweise über 20 %). Die FAO hat daher den Kampf dem Verderb in ihrem Arbeitsprogramm berücksichtigt und sieht in der Verringerung der Nachernteverluste eine wichtige Rolle in der Hungerbekämpfung.